# Bisdom Barretos
Het bisdom Barretos (Latijn: Dioecesis Barretensis) is een rooms-katholiek bisdom met als zetel Barretos, in Brazilië. Het bisdom is suffragaan aan het aartsbisdom Ribeirão Preto.

## Geschiedenis
Het bisdom werd opgericht op 14 april 1973, uit delen van het bisdom Jaboticabal. 

## Parochies
Het bisdom had in 2020 een oppervlakte van 8.770 km2 en telde 327.895 inwoners waarvan 88,2% rooms-katholiek was.

## Bisschoppen
- José de Matos Pereira (25 april 1973 - 12 augustus 1976)
- Antônio Maria Mucciolo (26 mei 1977 - 30 mei 1989)
- Pedro Fré (2 december 1989 - 20 december 2000)
- Antônio Gaspar (20 december 2000 - 9 januari 2008)
- Edmilson Amador Caetano (9 januari 2008 - 29 januari 2014)
- Milton Kenan Júnior (5 november 2014 - heden)

Ribeirão Preto (aartsbisdom) · Barretos · Catanduva · Franca · Jaboticabal · Jales · São João da Boa Vista · São José do Rio Preto · Votuporanga